# Hermanas del Espíritu Santo y de María Inmaculada
La Congregación de Hermanas del Espíritu Santo y de María Inmaculada (oficialmente en inglés: Congregation of Sisters of the Holy Spirit and Mary Immaculate) es una congregación religiosa católica femenina de vida apostólica y de derecho pontificio, fundada por la irlandesa Margaret Mary Healy Murphy, en San Antonio (Texas), en 1888. A las religiosas de este instituto se les conoce como hermanas del Espíritu Santo y posponen a sus nombres las siglas S.H.Sp.

## Historia

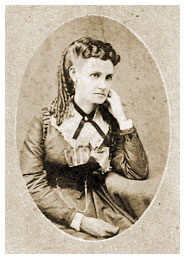
Margaret Mary Healy Murphy (1833-1907), fundadora del instituto.

La irlandesa Margaret Mary Healy Murphy, luego de enviudar, se dedicó a la atención de los enfermos y a la educación de los jóvenes, especialmente de los negros, en San Antonio, Texas-Estados Unidos. Para llevar a cabo su vocación, con la ayuda de un grupo de mujeres que compartían su carisma, inició un nuevo instituto religioso en 1888. En 1893, las primeras religiosas, entre ellas Margaret, profesaron sus primeros votos. Ese mismo año fueron erigidas en congregación de derecho diocesano, con el nombre de Siervas del Espíritu Santo y de María Inmaculada. En 1930 el instituto recibió la aprobación de la Santa Sede. Recientemente cambiaron su nombre de siervas por hermanas.

## Organización
La Congregación de Hermanas del Espíritu Santo y de María Inmaculada es un instituto religioso centralizado, cuyo gobierno es ejercido por una superiora general a la que sus miembros llaman Madre. En el gobierno, la Madre general es coadyuvada por su consejo, elegido para un periodo de seis años. La sede central se encuentra en San Antonio.
Las hermanas del Espíritu Santo se dedican a la educación de la juventud y a la atención de los enfermos, en sus centros médicos o a domicilio. En 2015, eran una 77 religiosas repartidas en 16 comunidades, presentes en Estados Unidos, México y Zambia.